# Rainar Nitzsche

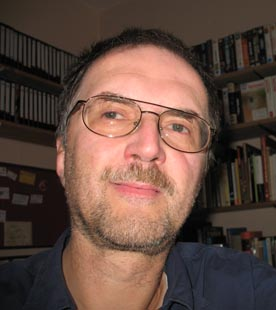
Rainar Nitzsche

Rainar Nitzsche (* 27. Dezember 1955 in West-Berlin; † 10. Mai 2023 in Kaiserslautern) war ein deutscher Verleger und Verfasser von Lyrik, Kurzprosa, phantastischen Romanen und Sachbüchern über Spinnen und auch fotografisch und künstlerisch tätig.

## Leben und Wirken
Nitzsche, geboren in Berlin-Zehlendorf, studierte Biologie und promovierte über das Verhalten der Brautgeschenkspinne (auch als Listspinne und Raubspinne bekannt). Der Titel seiner Diplomarbeit lautete Beutefang und »Brautgeschenk« bei der Raubspinne Pisaura mirabilis und die Dissertation behandelte »Brautgeschenk« und Reproduktion bei Pisaura mirabilis, einschließlich vergleichender Untersuchungen an Dolomedes fimbriatus und Thaumasia uncata.
Nach der Dissertation schulte Nitzsche zum Buchhändler um und gründete am 13. Februar 1989 seinen eigenen Verlag in Kaiserslautern, zum 1. April 2022 stellte er die Verlagstätigkeit ein.
Eigene Texte veröffentlichte er erstmals 1982 im Gauke Verlag, 1985 in einem Gemeinschaftsbuch mit Manfred Dechert, Christof Graf und Wolfgang Marschall im Christoph Graf Verlag (Titel: 53 Texte), in der Folgezeit in Literaturzeitschriften und Anthologien. Alle späteren Bücher bis 2015 erschienen im eigenen Verlag. Danach veröffentlichte er seine PFAD-Romane und Titel mit fantastischen Shortshortstories als E-Books bei neobooks und bookrix und Neuauflagen sowie alle neuen Titel bei BoD.
Ab 2009 ging er mit seinen fotografischen und künstlerischen Arbeiten an die Öffentlichkeit (Fotokunstbücher, Spinnenkunstfotoausstellung, Galerie im Internet). Zwischen 2010 und 2017 gab er an Grund- und Hauptschulen Unterricht über Spinnen.
Er lebte seit 1974 in Kaiserslautern in der Pfalz und war viele Jahre nicht nur bei Spinnengesellschaften (DeArGe, AraGes, ISA), sondern auch als Betroffener bei der Marfanhilfe  Mitglied, da er von Geburt an selbst Marfan-Betroffener war.

## Veröffentlichungen
Von Nitzsche erschienen unter eigenem Namen folgende Buchveröffentlichungen:

### Sachbücher über Spinnen
- Das Brautgeschenk der Spinne (1999)
- Spinne sein (2004)
- Spinnen-Spiegelungen in Menschen-Augen (2005, Neuauflage von "Spinne sein")
- Beutefang und »Brautgeschenk« bei der Raubspinne Pisaura mirabilis (CL.) (Araneae: Pisauridae) (2006)
- »Brautgeschenk« und Reproduktion bei Pisaura mirabilis, einschließlich vergleichender Untersuchungen an Dolomedes fimbriatus und Thaumasia uncata (Araneida: Pisauridae) (2006)
- Die Spinne mit dem Brautgeschenk (2007, Neuauflage von "Das Brautgeschenk der Spinne")
- Spinnen kennen lernen (2012, Paperback, E-Book)
- Spinnen (2012, Paperback, E-Book)
- Spinnen lieben lernen (2013, Neuauflage von "Spinnen", Paperback, E-Book)
- Spinnen-Sex und mehr (2015)
- Spinnen (2018)
- Angst vor Spinnen und ihre Giftigkeit (2019)
- Spinnenhorrorfilme2 (2021)
- Spinnenspielfilme (2021)

### Meditation, Religion, Zukunft der Menschheit
- GOTT und die Großen - Kleinen Götter (2019)
- Gedanken und Kreis (2021)
- Das Buch der Leere (2022)

### Romantitel
- Das Buch der Titel (2022)

### Fantastisches – Fantasy, Horror, Science Fiction – und Kunst

#### Die Pfadwelten – Romane um Manfred den Magier
- Der Leuchtende Pfad des Magiers (Fantasy-Roman, PFAD 1) (1998, E-Book 2015, Taschenbuch 2016)
- Wandlungen der Drei (Fantasy Roman,  PFAD 2) (2004, E-Book 2015, Taschenbuch 2017)
- Wüsten-Berges-Himmels-Weiten (Fantasy Roman, PFAD 3) (2005, E-Book 2015, Taschenbuch 2017)
- Ins All – Im Eins (Science-Fiction Roman, PFAD 4) (2008, E-Book 2015, Taschenbuch 2017)
- Die Pfadwelten Teil 1 und 2 (Fantasy, alle vier Romane und Der Schneckenkönig) (2022, Taschenbuch, E-Book)

#### Shortshort Stories
- 53 (1985, zusammen mit Manfred Dechert, Christof Graf, Wolfgang Marschall)
- Ruf der Mondin (1992, E-Book 2017, Taschenbuch 2019)
- Im Licht der Vollen Mondin (1996, E-Book 2017, Taschenbuch 2019)
- Mondin-Schein und Sein (2001, Mondinschein und Sein: E-Book 2017, Taschenbuch 2019)
- ATON – Vater Sonn (2001, E-Book 2017, Taschenbuch 2019)
- Spiegelwelten deiner Seele (2001, Taschenbuch und E-Book 2016)
- Still riefen uns die Sterne (2001, E-Book 2017, Taschenbuch 2019)
- Von Engeln, Ewigkeit und Erleuchtung (2006, Taschenbuch und E-Book 2016)
- Spinnentraumgespinste (2008, Taschenbuch und E-Book 2019)
- Das Schlafende steht auf aus Seinen Träumen (2010, Taschenbuch und E-Book 2017)

### Lyrik
- wir – menschen der Erde (1982, Taschenbuch, E-Book 2017)
- Die Zeit der Bäume (1992, Taschenbuch, E-Book 2017)
- OM oder das Rauschen der scheinbaren Leere (1994, Taschenbuch, E-Book 2017)
- Klang über den Meeren der Zeit (1996, Taschenbuch, E-Book 2017)
- Ewig sein in Stille (2006, Taschenbuch, E-Book 2016, 2018)

### Kunst
- Kunstwelten (2009)
- Naturkunstwelten (2009)
- Spinnenkunstwelten (2009)
- Spinnenkunstwelten 2 (2010)
- Fantastic Spider Worlds (2013)
- Aliens. Fantastische Wesen von hier und dort und überall (2015)
- Spinnen fantastisch verfremdet (2016, deutsche Ausgabe von "Fantastic Spider Worlds")
- Höllenkunst (2017, Hardcover und E-Book)
- Baumtraum (2017, Hardcover und E-Book)
- BuntBunt (2018, Hardcover und E-Book)
- Fotokunst (2020, Hardcover und E-Book)
- Strahlendes Leuchten himmelwärts (2021, Hardcover und E-Book)
- Bildkunst (2022, mit Elke Bouche, Hardcover und E-Book)

### Olaf Olsen
Von Nitzsche erschienen unter dem Pseudonym Olaf Olsen folgende Titel:
- Die Meere des Wahnsinns (2005, E-Book 2017, Taschenbuch 2019)
- Höllen-Fahrten-Leben-Träume (2005, E-Book 2017, Taschenbuch 2019)
- ES bricht hervor aus dir (2006, E-Book 2017, Taschenbuch 2019)

### Herausgeber

#### Anthologien
- Das Ende des Tunnels. Phantastische Texte (1990)
- Märchens Geschichte. Neue Phantastik- und Horrorgeschichten (1994)

#### Autoren
Nitzsches Herausgabe von Büchern noch unbekannter und bekannter Autoren beinhaltet u. a.:
- Harald Braem: Große Spinne – Kleine Spinne
- Katja Bulling: Jädiasenn – durch Raum und Zeit
- Harald Fuchs: Zum Singen geboren
- Hardy Crueger: Göttlicher Met
- Jens Lossau, Jens Schumacher: Kanon der Melancholie
- Berthold Mallmann: Abfälle
- Timothy McNeal: Die Farbe des Schwefels, Der Tod der Physiker, Das Grab des Fürsten, Die ChronosChronik, Equinox, Die VorholzFürstin, Das PointZero-Experiment, RheinhessenKelten, MillenniumMonster, Versuch 5
- Achim Mehnert: Huck-Huck der kleine Drache
- Franz Renner: Spinnen ungeheuer – sympathisch
- Günter Ruch: Die Farbe der Nacht
- Harald Scherschel: Die Erstbesteigung der Bücherwand
- Norbert Sternmut: Das Zeitmesser

#### Nitzsche in Anthologien
- 2000 Phantastik Anthologie. Gerald Meyer.

### Musik
Seit 2021 veröffentlichte Nitzsche eigene mit Synthesizer und Minikeyboard vor vielen Jahren auf Cassette aufgenommene und neuere Musiktitel auf YouTube.